# Geoffroy de Vandac
Geoffroy de Vandac est un dignitaire de l'ordre du Temple qui fut maréchal de l'ordre pendant la maîtrise de Guillaume de Beaujeu.

## Biographie
Geoffroy de Vandac est probablement originaire du comté d'Auvergne ou du duché de Bourgogne. Il a probablement des liens de parenté avec le chevalier hospitalier Hugues de Vendac et les frères templiers Roger de Vendac et Odin de Vendac.

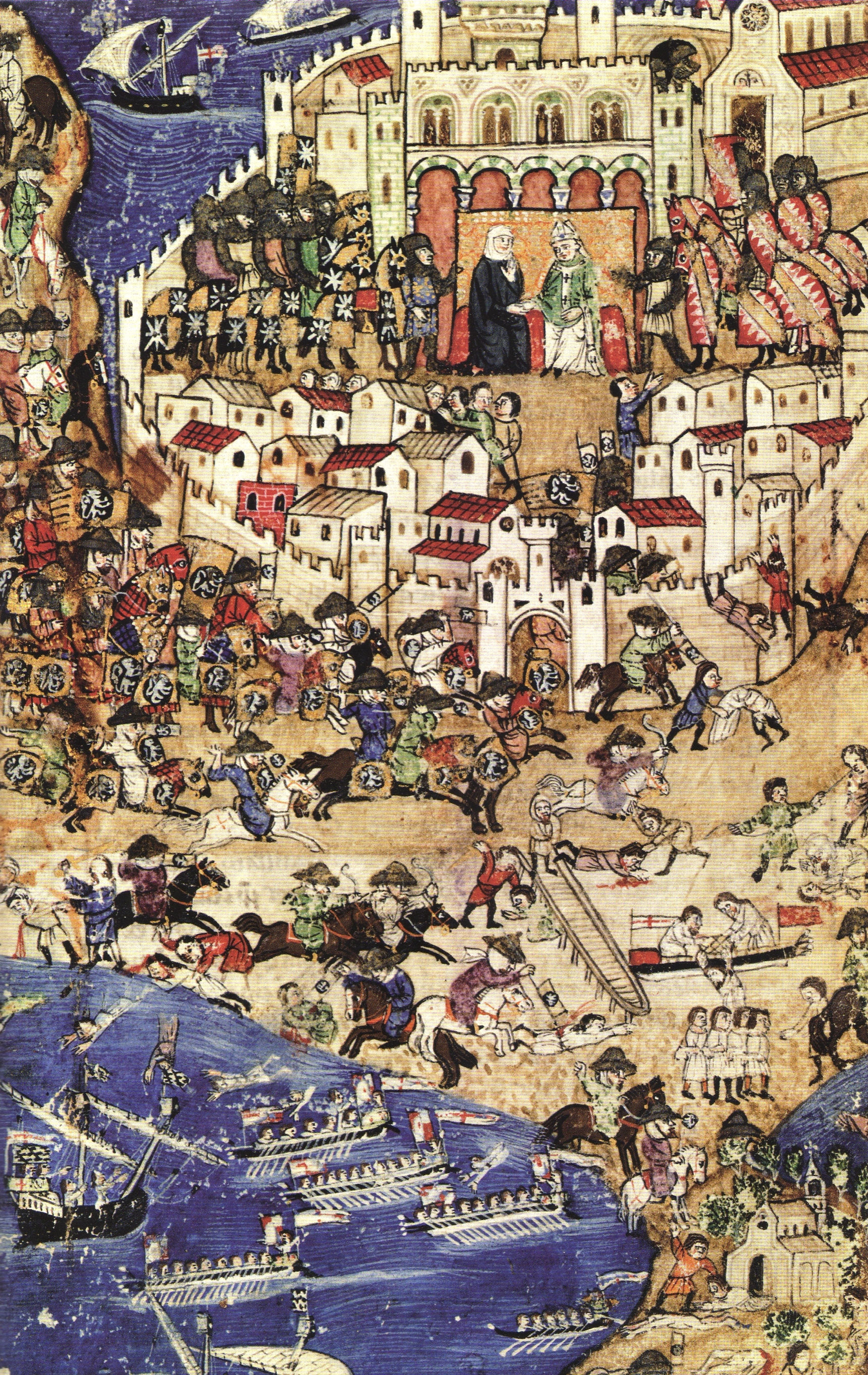
Codex Cocharelli, représentant la prise de Tripoli.

La date de son départ en terre sainte et de son entrée dans l'ordre du Temple son inconnus. Il semble être nommé maréchal de l'ordre avant 1289.
Après que Qalawun commence le siège de Tripoli en mars 1289, il commande, en sa qualité de maréchal, les renforts envoyés par les Templiers, tandis que les troupes des Hospitaliers sont aux ordres de leur maréchal Matthieu de Clermont.
Après plusieurs combats, la chute de Tripoli à finalement lieu le 26 avril 1289, mais Geoffroy de Vandac survit, alors que le commandeur du temple Pierre de Moncade est tué, et réussit à s’enfuir par la mer pour rejoindre son ordre.
La date de sa mort est inconnue mais a lieu après mai 1289, peut-être au début du siège de Saint-Jean-d'Acre en 1291.

## Source
- René Grousset, L'épopée des Croisades, 1939.
- (en) Jochen Burgtorf, The Central Convent of Hospitallers and Templars : History, Organization, and Personnel (1099/1120-1310), Leiden/Boston, Brill, 2008, 761 p. (ISBN 978-90-04-16660-8, présentation en ligne, lire en ligne)
- Emmanuel Guillaume Rey, « L'ordre du Temple en Syrie et à Chypre, les Templiers en Terre Sainte », Revue de Champagne et de Brie,‎ 1888, p. 241 à 256 et 367 à 379 (lire en ligne, consulté le 11 février 2022)
- Malcolm Barber, Le Procès des Templiers, Paris, Tallandier, coll. « Texto », 2007, 496 p., poche (ISBN 978-2-8473-4429-5)